# Al-Qalyubiyya

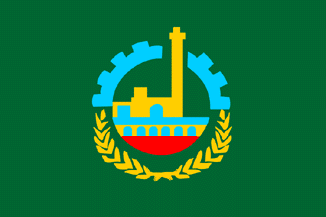
Guvernementets flagga

Lägeskarta

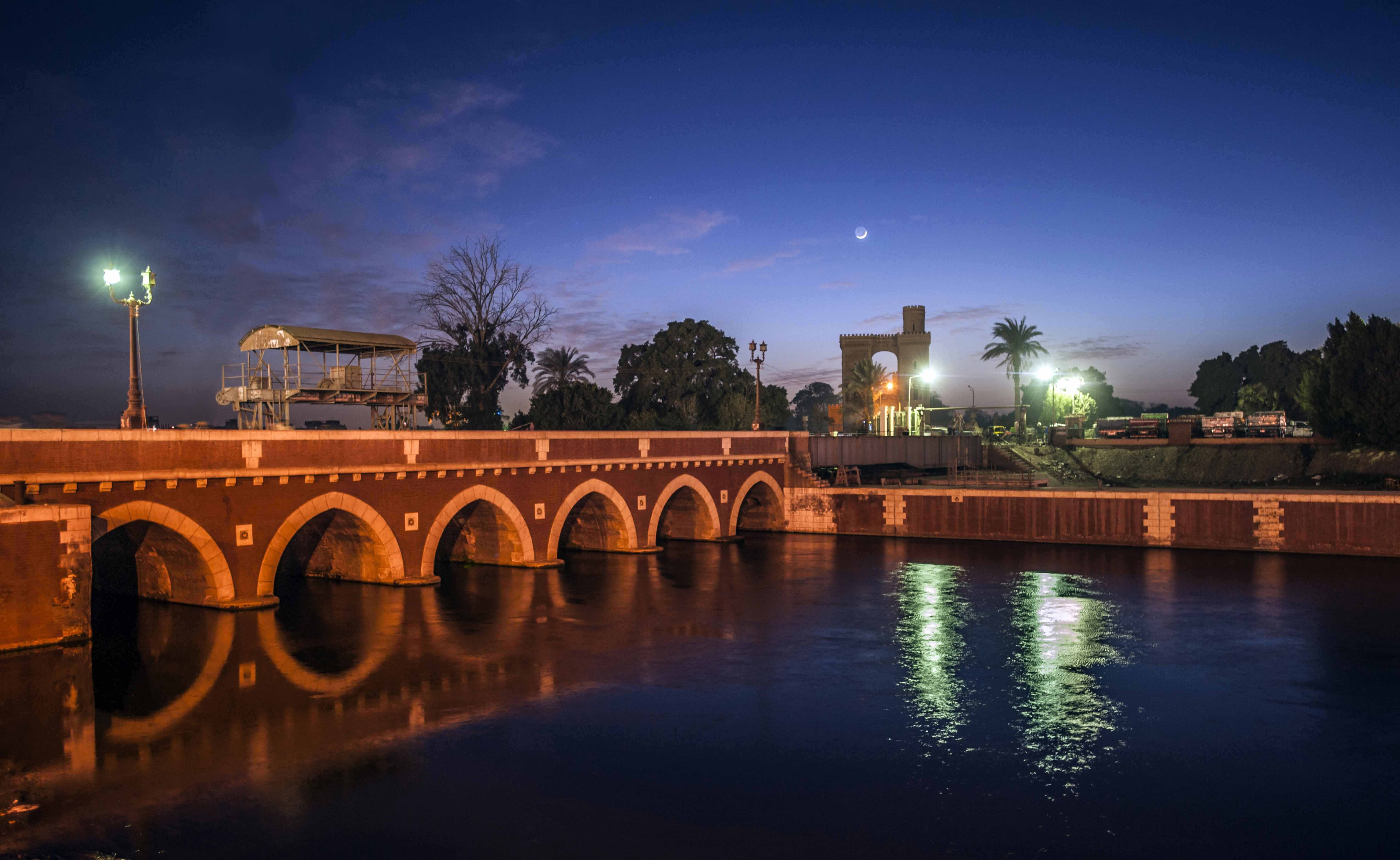
barriären i

Guvernementet al-Qalyubiyya (arabiska: محافظة القليوبية, Muhafazat al-Qalyubiyya) är ett av Egyptens 27 muhāfazāt (guvernement). Guvernementet ligger i landets norra del (Nedre Egypten) i Nildeltat.

## Geografi
Guvernementet har en yta på cirka 1 124 km²med cirka 5,7 miljoner invånare. Befolkningstätheten är cirka 4 500 invånare/km².
En av Nilens översvämningsbarriärer (Delta Barrages) ligger i El Qanater El Khayreya söder om Banhā.

## Förvaltning
Guvernementets ISO 3166-2 kod är EG-KB och huvudort är Banhā. Guvernementet är ytterligare indelat i 7 markas (områden) och 9 kism (distrikt).